# One Step Away (1985.)
Keanu Reeves (u jednoj od svojih najranijih uloga) glumi mladića Rona koji stalno upada u nevolje, a njegova samohrana majka, koju glumi Diana Belshaw, teško se nosi sa situacijom.

## Vanjske poveznice
- One Step Away na Rotten Tomatoes
- One Step Away na National Film Board of Canada